# Sorá
Sorá es un corregimiento del distrito de Chame en la provincia de Panamá Oeste, República de Panamá. La localidad tiene 1.635 habitantes (2010).
Sorá es un pueblo que se identifica por su clima fresco, la naturaleza y paisajes. Es un sitio es muy tranquilo y tradicional.
En este pueblo hay iglesias de diferentes creencias, una escuela, estación de Policía, Junta Comunal, fondas, parque infantil, supermercados y tiendas.

## Cultura
Celebraciones del corregimiento de Sorá:
- San Juan de Dios - 8 de Marzo.
- Semana Santa.
- Fiestas patrias.

### San Juan de Dios - 8 de Marzo
San Juan de Dios patrono del corregimiento de Sorá. Su festividad es celebrada por la iglesia católica cada año.
Un día antes, es decir el 7 de marzo, se celebra la ''Salve'', consiste en cantos y oraciones a la Virgen.
El 8 de marzo se realizan diferentes actividades religiosas como la misa y procesión, además de actividades recreativas como juegos, tómbolas, y venta de comidas, productos agrícolas, entre otros.

## Escuela

### CEBG Toribio Lora Puche
El Centro Educativo Básico General Toribio Lora Puche es un plantel educativo ubicado en el corregimiento de Sorá, en la avenida principal. La escuela adquirió este nombre en reconocimiento a su primer docente, quien llegó a la comunidad en el año 1919. 
La escuela fue fundada el 5 de mayo de 1919, según el ''Decreto 1204 del 18 de septiembre de 1945''.
Actualmente cuenta con niveles académicos desde pre-kinder, hasta noveno grado.

## Lugares turísticos cercanos
- Los Cajones de Chame.
- Cascada la Nativa.
- Cascada la Gloria.
- Cascada el Salto de Manglarito.
- Altos del María (miradores y cabañas)

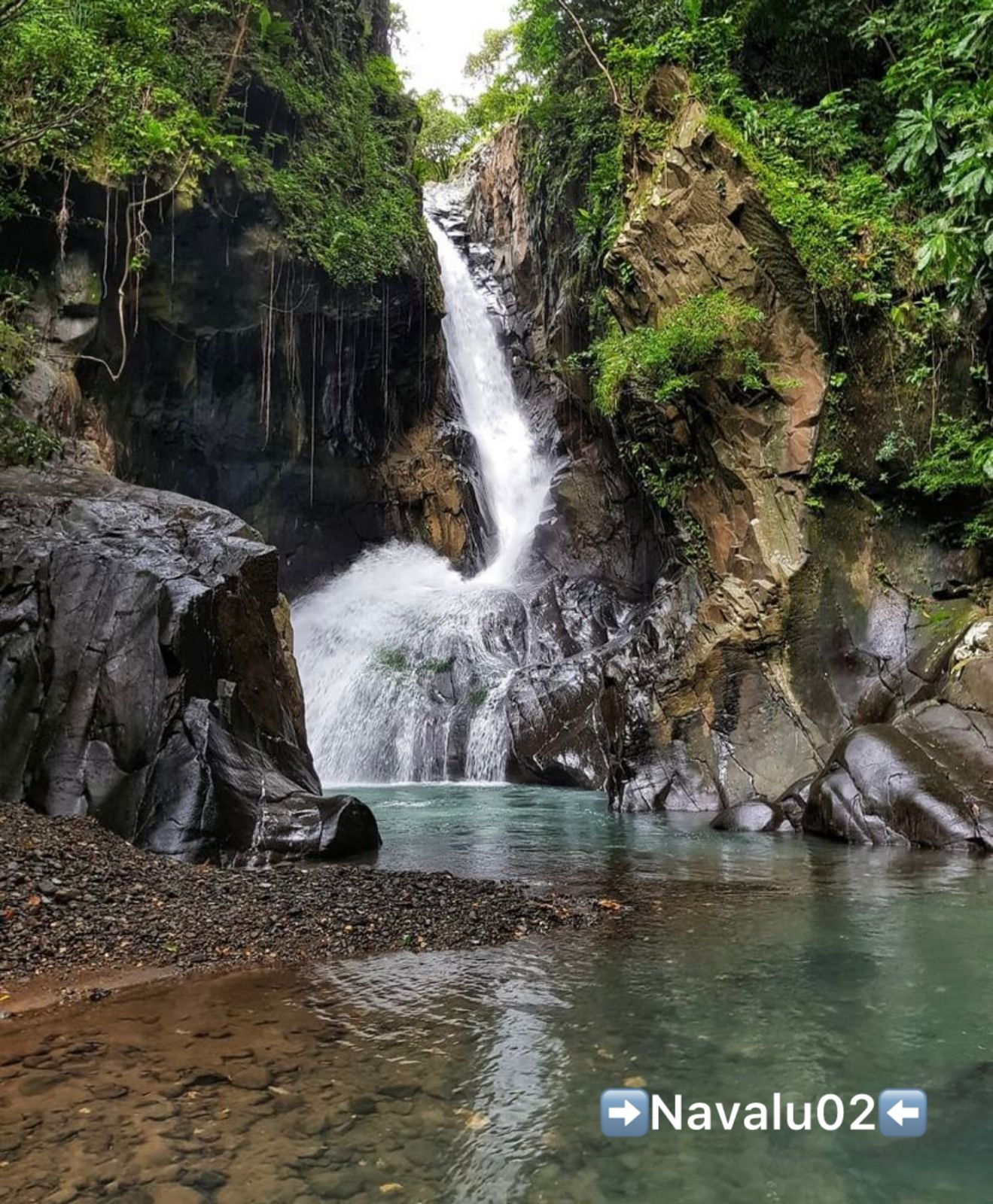

- Cerro de la Cruz (mirador)

## Comunidades
Entre sus comunidades se encuentran:
- El jobo.
- Nanzal.
- Manglarito.
- Filipina.
- Cerro Viento.
- Bajo Verde.